# 善應寺 (伊勢崎市)
善應寺（ぜんのうじ）は、群馬県伊勢崎市にある天台宗の寺院である。山号は施無畏山。院号は鏡泉院。本尊は聖観世音菩薩。

## 歴史
創建は江戸時代の初期。宗存（しゅうぞん）という高僧が観音の霊験を受けたことに端を発して、東叡山寛永寺貫主の守澄法親王より寺号と仏像を下賜され、創建された。以来、江戸時代を通して寛永寺の直末であり、明治維新にあたっては延暦寺の直末となっている。創建当初は、伊勢崎陣屋の東門前に所在したが、享保年間の火災により現在地に移転。1945年（昭和20年）の伊勢崎空襲では全焼の被害を受けるが、戦後になり徐々に再建を進めた。

## 史跡
- 小畠武堯墓所（伊勢崎市指定史跡）
- 情深墳：国定忠治の墓
- 新井雀里の墓

## 国定忠治との関わり

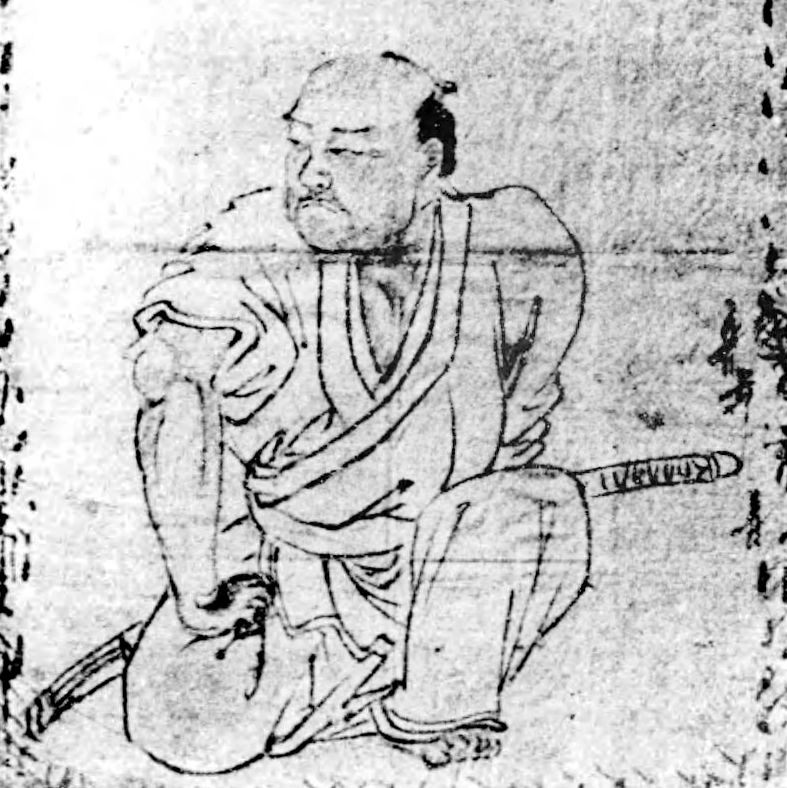
国定忠治の肖像（田崎草雲画）

江戸末期の侠客として名高い国定忠治の墓（情深墳）がある。忠治は嘉永3年（1850年）12月21日に上野国大戸関所（群馬県吾妻郡東吾妻町大戸）において磔刑に処されている。忠治の遺体は三日間晒された後に打ち捨てられたが、国定家の菩提寺である養寿寺（伊勢崎市）の住職・貞然により密かに引き取られ、供養されたという。その後、関東取締出役の探索が強化され、貞然は忠治の首を再び掘り起こすと別の場所に埋葬し、秘匿したという。
忠治の愛妾であった菊池徳は、処刑場より遺体の一部を盗み出し、そのうちの片腕を善應寺に預けたとされる。第二次大戦によって焼失するまでは、実際に「忠治の片腕」と伝えられるものが保管されており、小説家の長谷川伸や尾崎士郎といった文化人が参詣している。
現在では、「情深墳」と呼ばれる忠治の墓が境内に残る。侠客の墓は、験を担ぐ参詣者によって削られる傾向があるが、情深墳の場合には烈婦と恐れられたお徳の情念が籠り、墓石を削ると「運まで削る」といわれた。そのため、現在に至っても建立当初の面影がそのまま残っている。

## トウモロコシ観音
毎年8月9日は、本尊である観音菩薩の大縁日で、通称「トウモロコシ観音」と呼ばれ親しまれている。
年に一度この日にだけ、トウモロコシを手に持った姿の観音の紙札が、参詣者に授与される。
トウモロコシは粒が多く、豊穣の象徴であることから、特に「子宝」や「子孫繁栄」にご利益があるとされる。
近年では妊活の一環で参詣する若い層も増えているという。

## 交通アクセス
伊勢崎駅南口から徒歩5分